# Bitwa nad Trebią
Bitwa nad Trebią – starcie zbrojne, które miało miejsce 18 grudnia 218 p.n.e. między legionami rzymskimi Semproniusza i Scypiona a wojskami Hannibala w czasie II wojny punickiej.

## Przed bitwą
Po bitwie nad rzeką Ticinus i wycofaniu się wojsk Scypiona Semproniusz przerzucił swoje oddziały przez Adriatyk do doliny Padu, aby wesprzeć mocno osłabione siły rzymskie. Po połączeniu się z legionami Scypiona Semproniusz zadecydował, wbrew radom tego ostatniego, wydać bitwę Hannibalowi.
Wojska rzymskie biorące udział w bitwie liczyły 30 000 piechoty i 6000 jazdy (16 tysięcy Rzymian i 20 tysięcy sprzymierzeńców), Hannibal dysponował 40 000 żołnierzami różnych narodowości, głównie Kartagińczykami i Gallami. W tej liczbie było aż 10 tysięcy doborowych kawalerzystów (Numidyjczyków i Galów). Poza tym Hannibal miał jeszcze kilka słoni bojowych. Przed bitwą Hannibal rozkazał swojemu bratu Magonowi, by na czele tysiąca żołnierzy zaczaił się w głębokim parowie. Żołnierze ci mieli być użyci w kluczowym momencie bitwy.

## Bitwa
Przeciwników oddzielała rzeka Trebia. By sprowokować Rzymian do przekroczenia rzeki, Hannibal wysłał liczący 500 numidyjskich jeźdźców oddział na brzeg zajmowany przez przeciwnika. W tym czasie pozostali wojownicy kartagińscy spożywali ciepły posiłek i nacierali ciała oliwą w celu ochrony przed zimnem. Podpuszczony przez kartagińskiego wodza Semproniusz nakazał pogoń za lekką jazdą przez rzekę. Gdy przemoczeni i zmarznięci Rzymianie wyszli na drugi brzeg, natknęli się na kontratak Kartagińczyków. W centrum toczył się wyrównany bój, ale na skrzydłach doborowa jazda Hannibala rozbiła szybko rzymską kawalerię. Związane walką oddziały rzymskie zostały w dodatku zaskoczone atakiem niewielkiego oddziału 1000 żołnierzy Magona, który początkowo ukryty w parowie był niewidoczny dla Rzymian. Przypuścił on atak na lewe skrzydło i tyły przeciwnika. Złamało to opór Rzymian i przekształciło bitwę w rzeź legionów. W zwartym szyku uszło z pola bitwy jedynie 10 000 rzymskich żołnierzy, którzy przełamali centrum armii Hannibala i umknęli do pobliskiej Placencji.

## Podsumowanie
Straty Rzymian wyniosły 30 000 zabitych i wziętych do niewoli (sprzymierzeńców Rzymu Hannibal nakazał potem wypuścić), kartagiński wódz stracił nieco ponad 5000 swoich żołnierzy, wysokie były straty wśród zwierząt, szczególnie słoni bojowych, źle znoszących ciężkie warunki atmosferyczne.

## Następstwa

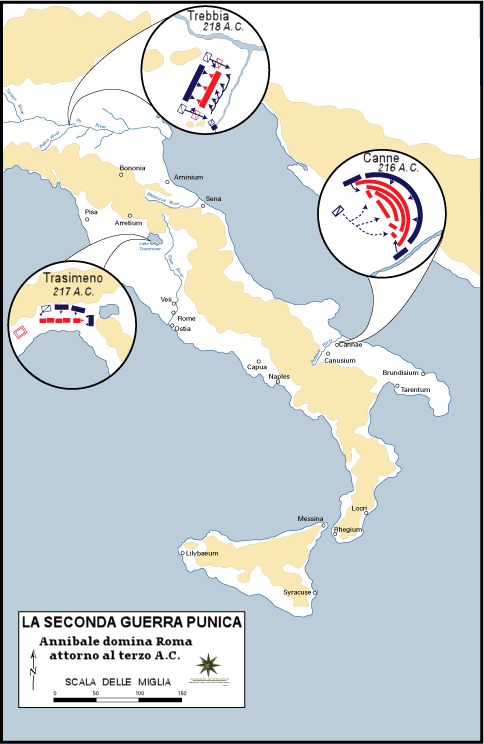
Kampania Hannibala w Italii

W następstwie klęski Rzymian Hannibal uzyskał dogodną  bazę zaopatrzeniową w dolinie Padu. Dodatkowo umocniło się przymierze pomiędzy Kartagińczykami a galijskimi plemionami z północnej Italii. Dzięki temu jego siły wkrótce po bitwie zasilone zostały przez 10 000 galijskich wojowników.